# Zawierzbie (województwo świętokrzyskie)
Zawierzbie – wieś w Polsce, położona w województwie świętokrzyskim, w powiecie sandomierskim, w gminie Samborzece.
W latach 1975–1998 wieś należała administracyjnie do województwa tarnobrzeskiego. 
Do wioski zostały dołączone, niegdyś dawne tereny wsi Doły Michałowskie.

## Części wsi
| SIMC    | Nazwa             | Rodzaj    |
| ------- | ----------------- | --------- |
| 0807228 | Doły Michałowskie | część wsi |
| 0807234 | Rożki             | część wsi |

## Dawne części wsi – obiekty fizjograficzne
W latach 70. XX wieku przyporządkowano i opracowano spis lokalnych części integralnych dla Zawierzbia zawarty w tabeli 1.

| Nazwa wsi – miasta       | Nazwy części wsi – miasta            | Nazwy obiektów fizjograficznych – charakter obiektu                                                                    |
| ------------------------ | ------------------------------------ | --- |
| I. Gromada ANDRUSZKOWICE |                                      | |
| 1. Zawierzbie            | 1. Doły Michałowskie 2. Gaj 3. Rożki | 1. Dolskie Jezioro – jezioro 2. Dolskie Pola – pola 3. Okręglica – łąka 4. Pola Zawierzbiańskie – pole 5. Rożki – pole |